# Iarnród Éireann
IÉ (Iarnród Éireann) este o societate feroviară de transport călători din Irlanda.
1. ↑   https://www.lobbyfacts.eu/datacard/iarnród-éireann---irish-rail?rid=150894295329-36 Lipsește sau este vid: |title= (ajutor)